# Реферат
Рефератът е кратко резюме на по-дълга писмена работа (като дисертация или изследователска работа). Целта на реферата е да спести време на читателите с резюме, за да могат да се запознаят със съдържанието на оригинала, без да се налага да го четат.
Обикновено има определена структура, като в увода се аргументира значимостта на темата, определят се целите, задачите, обектът и предметът на реферата. В изложението се разглеждат идеите на един или повече автори относно съответния проблем, като се оценява тяхната логичност и убедителност. В заключението се формулират основните изводи и се набелязват перспективите за решаване на проблема.